# Баскетболист года конференции Atlantic Coast
Баскетболист года конференции Atlantic Coast (Атлантического побережья) (англ. Atlantic Coast Conference Men's Basketball Player of the Year) — это ежегодная баскетбольная награда, вручаемая по результатам голосования лучшему баскетболисту среди студентов конференции Atlantic Coast (ACC), входящей в I дивизион NCAA. Награда была учреждена американской ассоциацией Atlantic Coast Sports Media и в первый раз была вручена Дики Хемрику из университета Уэйк-Форест в сезоне 1953/54 годов. Начиная с сезона 2012/13 годов, голосование также стало проводиться и среди главных тренеров команд, входящих в конференцию, причём свои голоса они подают после завершения регулярного чемпионата, но перед стартом плей-офф, то есть в начале марта, но тренеры не могут голосовать за своих собственных подопечных, первым же лауреатом по их мнению стал Шейн Ларкин из университета Майами.
Конференция официально начала свою деятельность 14 июня 1953 года, тогда в неё входило всего лишь восемь команд. Конференция ACC является одной из самых старых конференций 1-го дивизиона NCAA, поэтому за свою долгую историю количество команд в её составе (на данный момент их четырнадцать) постоянно варьировалось из-за образования новых конференций, в которые переводили определённое количество команд из уже существующих конференций. В 2013 году в конференцию были включены Университет Нотр-Дам, Питтсбургский университет и Сиракьюсский университет. В 2014 году количество команд в конференции уменьшили до четырнадцати за счёт исключения из неё Мэрилендского университета в Колледж-Парке.
Десять игроков: Дики Хемрик, Лен Чаппелл, Ларри Миллер, Джон Роуч, Дэвид Томпсон, Ральф Сэмпсон, Лен Байас, Дэнни Ферри, Тим Данкан и Джей Джей Редик получали данную награду несколько раз, причём Томпсон и Сэмпсон получали её три раза. Всего четыре игрока, Джалил Окафор, Марвин Багли, Зайон Уильямсон и Купер Флэгг, становились лауреатами этого приза, будучи первокурсниками. Два раза обладателями этой награды становились сразу два игрока (2001 и 2013). Чаще других победителями в этой номинации становились баскетболисты университета Дьюка (19 раз) и университета Северной Каролины в Чапел-Хилле (16 раз).

## Легенда
|           | Сообладатели награды |
| *         | Становились лауреатами Приза Джеймса Нейсмита (1969—) или Приза Джона Вудена (1977—), либо признавались баскетболистом года среди студентов по версии UPI (1955—1996) или Helms Foundation (1905—1979) |
| Игрок (X) | Количество титулов |
| †         | Выбран ассоциацией Atlantic Coast Sports Media (1954—) |
| ‡         | Выбран главными тренерами команд (2013—) |

## Победители
| Сезон   | Игрок                | Фото | Университет                                 | Позиция                                     | Год обучения | Примечания |
| ------- | -------------------- | ---- | ------------------------------------------- | ------------------------------------------- | ------------ | ---------- |
| 1953/54 | Дики Хемрик          |      | Университет Уэйк-Форест                     | Тяжёлый форвард                             | Третий       | [ 1 ]      |
| 1954/55 | Дики Хемрик (2)      |      | Университет Уэйк-Форест                     | Тяжёлый форвард                             | Четвёртый    | [ 1 ]      |
| 1955/56 | Ронни Шавлик         |      | Университет штата Северная Каролина         | Тяжёлый форвард                             | Четвёртый    | [ 2 ]      |
| 1956/57 | Ленни Розенблют*     |      | Университет Северной Каролины в Чапел-Хилл  | Лёгкий форвард                              | Четвёртый    | [ 3 ]      |
| 1957/58 | Пит Бреннан          |      | Университет Северной Каролины в Чапел-Хилл  | Лёгкий форвард                              | Четвёртый    | [ 3 ]      |
| 1958/59 | Лу Пачилло           |      | Университет штата Северная Каролина         | Разыгрывающий защитник                      | Четвёртый    | [ 2 ]      |
| 1959/60 | Ли Шаффер            |      | Университет Северной Каролины в Чапел-Хилл  | Лёгкий форвард                              | Четвёртый    | [ 3 ]      |
| 1960/61 | Лен Чаппелл          |      | Университет Уэйк-Форест                     | Тяжёлый форвард / Центровой                 | Третий       | [ 4 ]      |
| 1961/62 | Лен Чаппелл (2)      |      | Университет Уэйк-Форест                     | Тяжёлый форвард / Центровой                 | Четвёртый    | [ 4 ]      |
| 1962/63 | Арт Хейман*          |      | Университет Дьюка                           | Лёгкий форвард / Атакующий защитник         | Четвёртый    | [ 5 ]      |
| 1963/64 | Джефф Маллинс        |      | Университет Дьюка                           | Атакующий защитник                          | Четвёртый    | [ 5 ]      |
| 1964/65 | Билли Каннингем      |      | Университет Северной Каролины в Чапел-Хилл  | Лёгкий форвард / Тяжёлый форвард            | Четвёртый    | [ 3 ]      |
| 1965/66 | Стив Вакендак        |      | Университет Дьюка                           | Разыгрывающий защитник                      | Четвёртый    | [ 5 ]      |
| 1966/67 | Ларри Миллер         |      | Университет Северной Каролины в Чапел-Хилл  | Атакующий защитник                          | Третий       | [ 3 ]      |
| 1967/68 | Ларри Миллер (2)     |      | Университет Северной Каролины в Чапел-Хилл  | Атакующий защитник                          | Четвёртый    | [ 3 ]      |
| 1968/69 | Джон Роуч            |      | Университет Южной Каролины                  | Атакующий защитник / Разыгрывающий защитник | Второй       | [ 6 ]      |
| 1969/70 | Джон Роуч (2)        |      | Университет Южной Каролины                  | Атакующий защитник / Разыгрывающий защитник | Третий       | [ 6 ]      |
| 1970/71 | Чарли Дэвис          |      | Университет Уэйк-Форест                     | Атакующий защитник                          | Четвёртый    | [ 7 ]      |
| 1971/72 | Барри Паркхилл       |      | Виргинский университет                      | Атакующий защитник                          | Третий       | [ 8 ]      |
| 1972/73 | Дэвид Томпсон        |      | Университет штата Северная Каролина         | Атакующий защитник / Лёгкий форвард         | Второй       | [ 2 ]      |
| 1973/74 | Дэвид Томпсон (2)    |      | Университет штата Северная Каролина         | Атакующий защитник / Лёгкий форвард         | Третий       | [ 2 ]      |
| 1974/75 | Дэвид Томпсон* (3)   |      | Университет штата Северная Каролина         | Атакующий защитник / Лёгкий форвард         | Четвёртый    | [ 2 ]      |
| 1975/76 | Митч Купчак          |      | Университет Северной Каролины в Чапел-Хилл  | Тяжёлый форвард                             | Четвёртый    | [ 3 ]      |
| 1976/77 | Род Гриффин          |      | Университет Уэйк-Форест                     | Тяжёлый форвард                             | Третий       | [ 9 ]      |
| 1977/78 | Фил Форд*            |      | Университет Северной Каролины в Чапел-Хилл  | Разыгрывающий защитник                      | Четвёртый    | [ 3 ]      |
| 1978/79 | Майк Гмински         |      | Университет Дьюка                           | Центровой                                   | Третий       | [ 5 ]      |
| 1979/80 | Альберт Кинг         |      | Мэрилендский университет в Колледж-Парке    | Лёгкий форвард                              | Третий       | [ 10 ]     |
| 1980/81 | Ральф Сэмпсон*       |      | Виргинский университет                      | Центровой                                   | Второй       | [ 11 ]     |
| 1981/82 | Ральф Сэмпсон* (2)   |      | Виргинский университет                      | Центровой                                   | Третий       | [ 11 ]     |
| 1982/83 | Ральф Сэмпсон* (3)   |      | Виргинский университет                      | Центровой                                   | Четвёртый    | [ 11 ]     |
| 1983/84 | Майкл Джордан*       |      | Университет Северной Каролины в Чапел-Хилл  | Атакующий защитник                          | Третий       | [ 3 ]      |
| 1984/85 | Лен Байас            |      | Мэрилендский университет в Колледж-Парке    | Лёгкий форвард                              | Третий       | [ 10 ]     |
| 1985/86 | Лен Байас (2)        |      | Мэрилендский университет в Колледж-Парке    | Лёгкий форвард                              | Четвёртый    | [ 10 ]     |
| 1986/87 | Хорас Грант          |      | Университет Клемсона                        | Тяжёлый форвард / Центровой                 | Четвёртый    | [ 9 ]      |
| 1987/88 | Дэнни Ферри          |      | Университет Дьюка                           | Тяжёлый форвард / Лёгкий форвард            | Третий       | [ 5 ]      |
| 1988/89 | Дэнни Ферри* (2)     |      | Университет Дьюка                           | Тяжёлый форвард / Лёгкий форвард            | Четвёртый    | [ 5 ]      |
| 1989/90 | Деннис Скотт         |      | Технологический институт Джорджии           | Лёгкий форвард                              | Третий       | [ 9 ]      |
| 1990/91 | Родни Монро          |      | Университет штата Северная Каролина         | Атакующий защитник / Лёгкий форвард         | Четвёртый    | [ 2 ]      |
| 1991/92 | Кристиан Леттнер*    |      | Университет Дьюка                           | Тяжёлый форвард / Центровой                 | Четвёртый    | [ 5 ]      |
| 1992/93 | Родни Роджерс        |      | Университет Уэйк-Форест                     | Лёгкий форвард / Тяжёлый форвард            | Третий       | [ 9 ]      |
| 1993/94 | Грант Хилл           |      | Университет Дьюка                           | Лёгкий форвард / Атакующий защитник         | Четвёртый    | [ 5 ]      |
| 1994/95 | Джо Смит*            |      | Мэрилендский университет в Колледж-Парке    | Тяжёлый форвард / Центровой                 | Второй       | [ 10 ]     |
| 1995/96 | Тим Данкан           |      | Университет Уэйк-Форест                     | Тяжёлый форвард / Центровой                 | Третий       | [ 11 ]     |
| 1996/97 | Тим Данкан* (2)      |      | Университет Уэйк-Форест                     | Тяжёлый форвард / Центровой                 | Четвёртый    | [ 11 ]     |
| 1997/98 | Антуан Джеймисон*    |      | Университет Северной Каролины в Чапел-Хилл  | Лёгкий форвард / Тяжёлый форвард            | Третий       | [ 3 ]      |
| 1998/99 | Элтон Брэнд*         |      | Университет Дьюка                           | Тяжёлый форвард / Центровой                 | Второй       | [ 5 ]      |
| 1999/00 | Крис Каррауэлл       |      | Университет Дьюка                           | Атакующий защитник / Лёгкий форвард         | Четвёртый    | [ 12 ]     |
| 2000/01 | Шейн Баттье*         |      | Университет Дьюка                           | Лёгкий форвард / Атакующий защитник         | Четвёртый    | [ 13 ]     |
| 2000/01 | Джозеф Форте         |      | Университет Северной Каролины в Чапел-Хилл  | Атакующий защитник                          | Второй       | [ 13 ]     |
| 2001/02 | Хуан Диксон          |      | Мэрилендский университет в Колледж-Парке    | Атакующий защитник / Разыгрывающий защитник | Четвёртый    | [ 14 ]     |
| 2002/03 | Джош Ховард          |      | Университет Уэйк-Форест                     | Лёгкий форвард                              | Четвёртый    | [ 15 ]     |
| 2003/04 | Джулиус Ходж         |      | Университет штата Северная Каролина         | Атакующий защитник                          | Третий       | [ 2 ]      |
| 2004/05 | Джей Джей Редик      |      | Университет Дьюка                           | Атакующий защитник                          | Третий       | [ 5 ]      |
| 2005/06 | Джей Джей Редик* (2) |      | Университет Дьюка                           | Атакующий защитник                          | Четвёртый    | [ 16 ]     |
| 2006/07 | Джаред Дадли         |      | Бостонский колледж                          | Лёгкий форвард / Атакующий защитник         | Четвёртый    | [ 17 ]     |
| 2007/08 | Тайлер Хэнсбро*      |      | Университет Северной Каролины в Чапел-Хилл  | Тяжёлый форвард                             | Третий       | [ 18 ]     |
| 2008/09 | Тай Лоусон           |      | Университет Северной Каролины в Чапел-Хилл  | Разыгрывающий защитник                      | Третий       | [ 3 ]      |
| 2009/10 | Грейвис Васкес       |      | Мэрилендский университет в Колледж-Парке    | Атакующий защитник / Разыгрывающий защитник | Четвёртый    | [ 19 ]     |
| 2010/11 | Нолан Смит           |      | Университет Дьюка                           | Разыгрывающий защитник / Атакующий защитник | Четвёртый    | [ 20 ]     |
| 2011/12 | Тайлер Зеллер        |      | Университет Северной Каролины в Чапел-Хилл  | Центровой / Тяжёлый форвард                 | Четвёртый    | [ 21 ]     |
| 2012/13 | Эрик Грин†           |      | Политехнический университет Виргинии        | Разыгрывающий защитник                      | Четвёртый    | [ 22 ]     |
| 2012/13 | Шейн Ларкин‡         |      | Университет Майами                          | Разыгрывающий защитник                      | Второй       | [ 23 ]     |
| 2013/14 | Ти Джей Уоррен       |      | Университет штата Северная Каролина         | Лёгкий форвард                              | Второй       | [ 24 ]     |
| 2014/15 | Джалил Окафор        |      | Университет Дьюка                           | Центровой                                   | Первый       | [ 25 ]     |
| 2015/16 | Малькольм Брогдон    |      | Виргинский университет                      | Атакующий защитник                          | Четвёртый    | [ 26 ]     |
| 2016/17 | Джастин Джексон      |      | Университет Северной Каролины в Чапел-Хилл  | Лёгкий форвард                              | Третий       | [ 27 ]     |
| 2017/18 | Марвин Багли         |      | Университет Дьюка                           | Тяжёлый форвард                             | Первый       | [ 28 ]     |
| 2018/19 | Зайон Уильямсон*     |      | Университет Дьюка                           | Тяжёлый форвард                             | Первый       | [ 29 ]     |
| 2019/20 | Тре Джонс            |      | Университет Дьюка                           | Разыгрывающий защитник                      | Второй       | [ 30 ]     |
| 2020/21 | Мозес Райт           |      | Технологический институт Джорджии           | Тяжёлый форвард                             | Четвёртый    | [ 31 ]     |
| 2021/22 | Алондес Уильямс      |      | Университет Уэйк-Форест                     | Разыгрывающий защитник                      | Пятый        | [ 32 ]     |
| 2022/23 | Айзейя Вонг          |      | Университет Майами                          | Разыгрывающий защитник                      | Четвёртый    | [ 33 ]     |
| 2023/24 | Ар Джей Дэвис        |      | Университет Северной Каролины в Чапел-Хилле | Разыгрывающий защитник                      | Четвёртый    | [ 34 ]     |
| 2024/25 | Купер Флэгг          |      | Университет Дьюка                           | Лёгкий форвард / Атакующий защитник         | Первый       | [ 35 ]     |